# 長谷川泰子 (女優)

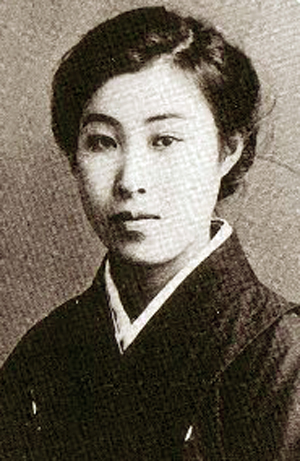
長谷川泰子。女学校卒業の頃

長谷川 泰子（はせがわ やすこ、1904年〈明治37年〉5月13日 - 1993年〈平成5年〉4月11日）は、日本の女優。松竹時代の芸名は、陸礼子。複数の著名な文化人・文学者との恋愛や交遊関係があり、文学史に名を残す。中原中也、小林秀雄 (批評家)との"奇妙な三角関係"で知られる。泰子との恋と三角関係の苦悩が、中原中也を詩人にしたともいわれる。身長162cm。

## 経歴

### 生い立ち
現在の広島平和記念公園の北側部分に当たる広島県広島市中島本町の生まれ。中島本町は当時広島随一の繁華街だった。一人っ子。父・長谷川慶次郎は米の仲買人で手広く商売をやっていた。1911年〈明治44年〉、旧制広島高等師範学校附属小学校（現・広島大学附属小学校）入学直後に、いつも通り父の膝枕で横になっていたら、父の鼻から急に血が溢れ出て「ウーン」と言ったまま動かなくなり、びっくりして人を呼んだが、そのまま意識は戻らず、脳溢血で死去。かなり借金が残り、中島本町の家屋敷は売り払い、馴染めなかった母イシとは別居、長谷川家に養子に来ていた15歳上の義兄・良次郎に引き取られ、祖母に育てられる。大手町に数ヵ月いた後、鉄砲町95番2に引っ越す。同時期に広島へ引っ越していた中原中也は同じ鉄砲町に住んでいた。翌1911年〈大正元年〉、現在の城南通りを挟んで目の前にあった広島女学校付属小学校に転校。3歳下の中原は陸軍関係の子女が通う広島済美小学校（広島偕行社付属済美学校）に通わせるのが本来であったが、親の階級が子供に移ることを母が嫌がり、広島女学校付属幼稚園に入学する。泰子と中原は面識は勿論ないものの校舎は同じ敷地内にあった。1917年〈大正6年〉、広島女学校（現・広島女学院中学校・高等学校）本科入学。手当たり次第に本を読み、広島の洋画専門館だった日新館などに良く通い、映画をよく観た。また同郷の岡田嘉子が「岡田嘉子一座」を率いて旅巡業に広島に来て『出家とその弟子』を上演し、新劇熱を高めた。岡田とは後に知り合い、渋谷の穏田にあった岡田宅によく遊びに行った。女優になりたかったが、東京に知り合いもなく、一人で出てゆく勇気もなかった。同校実科を経て1921年〈大正10年〉、同校卒業後、義兄の知人が経営する信用組合に勤務。女学院がミッション・スクールだった関係で、毎週日曜日に近所だった広島流川組合教会に通っていた。ここで広島に放浪中の永井叔と知り合い、バイオリンを弾きながら全国を布教して歩いているという話に興味をもった。「新劇をやりたいから東京に行きたい」と話したら「もうすぐ東京に帰りますから、じゃあ一緒に行きましょう」と言われ、見ず知らずの男と東京に一緒に行く話に周囲から猛反対されるが1923年〈大正12年〉8月、19歳のとき、女優になる夢を叶えるため家出。途中立ち寄った兵庫県神戸市で、永井の知り合いだった滋野清武男爵を通じて宝塚歌劇の原田潤から小山内薫宛の紹介状を書いてもらい上京。新宿角筈に下宿し、小山内を訪ねたが遠回しに断られる。上京して1ヵ月足らずの9月1日、関東大震災により京都へ移る。

### 中原中也と同棲
成瀬無極の主宰する劇団表現座を経て、永井の紹介でマキノ映画制作所に入社。大部屋俳優として仕出し（チョイ役）として多くの映画に出演した。同年末、永井を通じて3歳年下の立命館中学校3年時の中原中也と知り合う。1924年〈大正13年〉4月、中筋道今出川下ル京都椿寺の隣りで中原と同棲生活。中原は中学生なのに泰子に「（宮川町に）女郎を買いに行って来るよ」と言うような男だった。椿寺の下宿の一階に葉山三千子が住んでおり、当時はまだ無名だった岡田時彦がよく遊びに来て、中原を交えてよく遊んだ。また中原の友人・富永太郎や正岡忠三郎らと知り合う。少し役の付いた女優から「あんた、文士の二号さんなんだってね」と言われ、大喧嘩になりマキノ映画をクビになる。

### 中原、小林と三角関係
1925年〈大正14年〉3月、中原とともに上京。中原が早稲田大学入学を希望していたため、戸塚源兵衛に住むが、間もなく中野に移る。この頃から潔癖症に悩まされるようになる。9月、富永を通じて2歳年上の小林秀雄と知り合い、杉並馬橋にあった小林宅の近くの高円寺に転居。11月中原と離別し、小林と同棲するが、この後も、中也・泰子・小林の「奇妙な三角関係」が続く。小林の母の勧めにより佐規子と改名。1926年〈大正15年〉5月、潔癖性が高じて精神のバランスを崩し、転地療養のため、神奈川県鎌倉町長谷大仏前（現・鎌倉市長谷）に転居、半年後、池谷信三郎に誘われ、逗子に移る。1927年〈昭和2年〉秋、東京白金台町に転居。この頃、河上徹太郎、今日出海らを知る。1928年〈昭和3年〉2月、中野町谷戸（現在の中野一丁目の一部）に転居。この頃、大岡昇平を知る。同年5月、同棲生活に疲れた小林が泰子のもとを出奔し奈良へ去り、別離。泰子の潔癖症は相手を執拗に言葉で責めることを伴うものだが、「愛情を確かめるための甘えだった」とのちに語っている。その後、中原と度々会うが、再び同居はしなかった。
城戸四郎の知人だった邦枝完二と、中野谷戸時代の大家だった松本泰の口利きで、1928年9月、松竹キネマ蒲田撮影所に入社。清水宏監督の映画『山彦』に出演。陸礼子の芸名は清水監督による命名。1929年〈昭和4年〉、中也も関わっていた同人誌「白痴群」第3号に小林佐規子の名で詩3篇、第4号に散文詩「秋の野菜スープ」を発表。同年、杉並区永福町の山岸光吉宅に寄宿した後に住んだ東中野の飲み屋「暫（しばらく）で演出家の山川幸世と知り合い、中野に住んでいた山川が関係を迫るようになり、それを知った中原から暴力を浴びる。1930年〈昭和5年〉12月、望まぬ妊娠で山川との子供がうまれ、中原が茂樹と命名、中原は茂樹を我が子のように可愛がった。乳飲み子を抱えて貧困のさなかでもあり、1931年〈昭和6年〉10月、時事新報社内の東京名画鑑賞会が主催した「グレタ・ガルボに似た女性」に応募し当選。帝国ホテル演芸場での授賞式でガルボが着ていた夜会服が贈られ、副賞として日活で主演映画を一本撮ることになっていたが、当時日活は京都に撮影所があり、乳飲み子も抱えて友達の少ない京都に行くことも気が重く、喧嘩が絶えなかったが中原が近くにいてくれたこともあり、主演映画の話を断り、またとないチャンスを捨てる。

### 実業家との結婚
中原の紹介で青山二郎と知り合い、以後、青山の住む四谷花園アパートに頻繁に出入りする。1932年〈昭和7年〉、青山の紹介で、銀座のバー「トミー」、京橋の酒場「ウィンゾアー」、銀座のバー「エスパニョール」などに勤める。中原は遠縁にあたる上野孝子と結婚。1936年〈昭和11年〉、32歳のとき、「エスパニョール」からの帰り、ほろ酔い気分で新橋駅のホームで「夜のしらべ」を小声で歌っていたら、中垣竹之助が「いいですね」と声をかけてきた。中垣は妻と別居中で、サラリーマンと話していたため、中垣が京橋で石炭問屋の社長をしていることは泰子の当時の家・永福町で同居してからも知らなかった。中垣の前妻との離婚成立後に結婚を申し込まれ、過去を洗いざらい話したら、中垣が「それでもいい」と言ってくれ、当時流行っていた「『会議は踊る』のヒロインみたいね」と言った。泰子の茂樹も中垣の子として入籍。敷地200坪に60坪に家が建つ田園調布で優雅な生活を送る。戦時中も田園調布の屋敷から千葉までタクシーでゴルフに行く。夫に頼る生活で再び潔癖症が再発。1937年〈昭和12年〉、12月24日、中原中也の告別式に中垣、茂樹とともに参列。中原と泰子の奇妙な関係は、中原が亡くなるまで続いた。1939年〈昭和14年〉、中垣が出資し、中原中也賞を創設（第3回で終了）。

### 信仰と晩年
1945年〈昭和20年〉、終戦で夫の事業が行き詰まり別居。救いを求め、12月、世界救世教に入信。田園調布の家を売り、世界救世教の本部があった神奈川県鎌倉市に茂樹とともに移住。中垣は会社に寝泊まりした。このころ、知人宅を回って金を都合してもらったり、横浜で岩海苔取りの手伝いをして糊口を凌いでいた。1951年〈昭和26年〉、神奈川県横浜市保土ヶ谷に転居。鎌倉に3年居住した後、1959年、世界救世教の本部・静岡県熱海市に二年間住みこんで修行する。1961年、57歳のとき、東京に戻り、日本橋でビルの管理人となる。12年ほど務めたが、その間に小林秀雄、大岡昇平、河上徹太郎らが頭角をあらわして流行作家となり、特に大岡の著書の影響で中原の人気が上がり、"男を振りまわす悪女"というイメージが、マスメディアにより定着していった。「中也を捨てた女」として中也ファンが恫喝に訪れ逮捕される事件も起こった。退職後は保土ヶ谷に居住。
1976年、ドキュメンタリーを織り交ぜた岩佐寿弥監督の実験映画『眠れ蜜』（シネマ・ネサンス）に長谷川泰子として出演。唯一の主演映画となる。1993年4月、神奈川県湯河原町の老人ホームで死去。享年88歳。

## 年譜
- 1904年5月、誕生。
- 1911年6月、父親の死去とともに母親とも別居、祖母に育てられる。
- 1923年8月、家出し、広島で放浪中の永井叔と知り合い、一緒に上京するも関東大震災により京都へ。劇団表現座を経てマキノ映画制作所に入社。永井を通じて中原中也と知り合う。
- 1924年4月、京都で中原中也と同棲生活。
- 1925年3月、中原中也とともに上京。9月、富永太郎を通じて小林秀雄と知り合い、11月より同棲。佐規子と改名。
- 1928年5月、泰子の潔癖症に悩まされ、同棲生活に疲れた小林秀雄が泰子のもとを出奔し別れる。
- 1929年、中也も関わっていた同人誌「白痴群」第3号に小林佐規子の名で詩3篇、第4号に散文詩「秋の野菜スープ」を発表。
- 1930年12月、演出家の山川幸世と飲み屋で知り合い、望まぬ妊娠で子供がうまれ、中原中也が茂樹と命名。
- 1931年、時事新報社内の東京名画鑑賞会が主催した「グレタ・ガルボに似た女性」に当選。中也の紹介で青山二郎と知り合う。
- 1932年、青山の紹介で銀座のバーなどに勤める。
- 1936年、実業家（石炭商）の中垣竹之助と結婚。茂樹も中垣の子として入籍。田園調布で優雅な生活を送る。
- 1937年12月24日、中原中也の告別式に参列。
- 1939年、中垣が出資し、中原中也賞を創設。
- 1945年、終戦で夫の事業が行き詰まり別居。12月、世界救世教に入信。
- 1959年、救世教本部のある静岡県熱海市に転居。
- 1961年、東京に戻り、日本橋でビルの管理人となる。
- 1993年4月、老人ホームで死去。88歳[1]。

## 人物
1974年、村上護の聞き書きによる『ゆきてかへらぬ—中原中也との愛』（講談社）刊行。泰子への聞き取りは同年2月から3月にかけて5日間。村上によれば、泰子は底抜けに無邪気で純真な人だったという。取材に対して「私はよく誤解されるけど、男とか女とかというんで付き合ってたんじゃない。人間を懐かしむって気持ちはだれにでもあるでしょう。それを普通は日常ごとで、さらっと流して生活しているけど、彼らはそうではなかった。もっと深いところを考えるわけ。それが思想というんでしょう。そんな生き方をする人とは、最初からわだかまりなく付き合えるんですよ。そういう人物に出会って付き合うこと、それが私の安住の地であったのかも」と強調したという。
永井叔の自叙伝には清水谷八枝子として登場する。泰子を中原に紹介したのは永井である。窪美澄の2022年の著書『夏日狂想』の主人公・野中礼子のモデルは泰子である。窪が泰子を調べていくうち、中原や小林をふった悪女で、メンタルに問題のある女性だったと書かれており、いくら何でもちょっと書かれすぎじゃないかと感じた。男性中心の文壇で、周りの才能ある男たちが嫉妬していたのではないかと、女性は"聖域"に近づけない、長い間、芸術の世界からのけ者にされていたのかなという気がして、そこにすごく嫉妬めいたものを感じたことが執筆の動機、「文学史では〈2人を苦しめた悪女〉などと語られがちだが、女優であり、詩も書いていた泰子が、中也や秀雄のように"書く女"として人生を全うしていたら…というifを小説として結実させた」などと述べている。

## 著書
- 長谷川泰子、村上護『中原中也との愛 ゆきてかへらぬ』角川書店〈角川ソフィア文庫331〉、2006年3月。ISBN 4-04-406001-0。

## 長谷川泰子を主題とした作品
映画
- 『ゆきてかへらぬ』（2025年、キノフィルムズ、監督：根岸吉太郎、主演：広瀬すず）[4]